# Роберт Тумбс
Роберт Огастас Тумбс (англ. Robert Augustus Toombs; нар. 2 липня 1810, округ Вілкс, Джорджія — пом. 15 грудня 1885, Вашингтон, Джорджія) — політик Сполучених Штатів Америки і Конфедеративних Штатів Америки, сенатор від Демократичної партії з Джорджії (1853–1861), один з батьків-засновників Конфедерації, її перший державний секретар (1861), генерал армії конфедератів у період Громадянської війни у США.
Навчався в Університеті Джорджії. У 1828 році закінчив Юніон коледж у місті Скенектаді, а потім вивчав право в Університеті Вірджинії. У 1830 році почав свою кар'єру як адвокат у Вашингтоні, штат Джорджія. Приєднався до Партії вігів і у 1844 році був обраний членом Палати представників.
Тумбс був похований у Вашингтоні, штат Джорджія. Округ Тумбс названий на честь нього.